# 石窟
石窟（せっくつ）とは、岩山や岩場を人為的に掘削した人工空間、あるいは自然の洞穴を利用したりした洞窟を含めた総称である。
中国では、このような石窟を利用した仏教寺院を指す場合に、石窟寺院を省略して、単に石窟と呼んでいる。

## 石窟寺院の例
- アジャンター石窟群（インド）
- 雲岡石窟（山西省）
- キジル石窟（新疆ウイグル自治区）
- 莫高窟（敦煌市）
- 楡林窟 (酒泉市瓜州県)
- 龍門石窟（河南省）
- エローラ石窟群

## 中国三大石窟
雲岡石窟、莫高窟、龍門石窟を称して、中国仏教の「三大石窟」と呼ぶことがある。